# Diospyros haplostylis
Diospyros haplostylis là một loài thực vật có hoa trong họ Thị. Loài này được Boivin ex Hiern mô tả khoa học đầu tiên năm 1873.